# 视乳头水肿
视乳头水肿（英語：papilledema）是最常见的视盘水肿，专指颅内高压所致的视盘水肿，绝大多数呈双侧性，但程度不一定相等，幕上肿瘤的肿瘤侧多较显著。青光眼及高度近视可影响视乳头水肿的显现。

## 病因

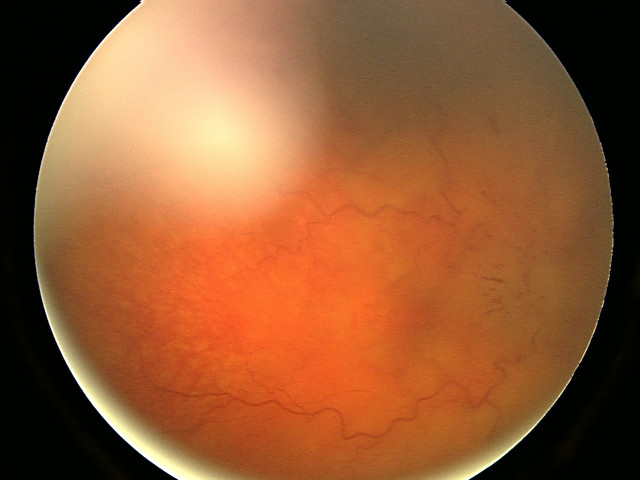
眼底像片显示右眼严重视乳头水肿

- 脑肿瘤、额叶肿瘤、成神经管细胞瘤、神经胶质瘤、淋巴瘤
- 维生素A过多症
- 格林-巴利综合征
- 高山症(高原脑水肿)
- 莱姆病
- 脑膜炎
- 青光眼
- 结节病

## 病理
初期轻度水肿，视力正常。
进行期中度水肿，进展缓慢，周围可有稀疏点状出血，视力正常，幕上肿瘤90%为良性。
恶性期重度水肿，视力轻度减退，眼底有较多出血及渗出；或视乳头水肿虽不及5个屈光度，但出血及渗出广泛或成堆，可在一年内逐渐发生，亦可系原有水肿突然恶化。如为幕上肿瘤，多系恶性；幕下则多系良性。
末期水肿消退，继发萎缩，视网膜已极少有渗出或出血，中心视力极度减退。
肿瘤去除或行减压后，视乳头水肿于1-7天开始恢复，水肿逐渐消退到完全正常的时间：轻度水肿需10-20天，中度水肿需15-30天，重度1-2月或更长。消退后再次加重表明颅内压又有增高。

## 诊断与治疗
- 裂隙灯
- 乙酰唑胺
- 呋塞米